# Greg Laswell
Greg Laswell (Long Beach, 26 aprile 1974) è un cantante, paroliere e ingegnere del suono statunitense.
Ha pubblicato cinque album: Good Movie nel 2003, Through Toledo nel 2006, Three Flights from Alto Nido nel 2008, Take a Bow nel 2010, e Landline nel 2012. Inoltre ha pubblicato molti EP e singoli speciali. Molte di queste canzoni hanno fatto da colonna sonora in film e telefilm.

## Biografia
Si trasferì a San Diego nel 1993 e si laureò alla Point Loma Nazarene University. Nonostante la sua giovane età, nel 1998, Laswell divenne il leader dei Shillglen, una band di San Diego. I membri di questa band includevano Chad Lansford (seconda voce e chitarra), Justin Skeesuck (chitarra), Michael de Neve (basso), Marcel de Neve (batteria) e Matt Mintz (prima chitarra). La band ha pubblicato un album dal titolo Sometimes I Feel, nel 1999 Con esso ebbero un discreto successo tant'è che furono nominati come Miglior Album Alternativo e Migliore Band Alternativa ai San Diego music Awards nel 2000 Nella metà del 2001, gli Shillglen hanno avuto più di 400 000 downloads tramite MP3.com. Nonostante ciò gli Shillglen si sciolsero a ottobre del 2001 dopo che proprio Greg Laswell aveva annunciato che la band si sarebbe presa un periodo di pausa. La band ha accettato "silenziosamente".

## Carriera da solista
Greg Laswell ha pubblicato il suo primo album da solista dal titolo Good Movie nel 2003. Questo album è stato autoprodotto e commercializzato dalla sua etichetta discografica All the Rest Records, e, nel 2004 vinse il premio come Miglior Album Locale al San Diego Music Award. Sull'onda del successo dell'album, Greg Laswell firmò un contratto con la Vanguard Records, e subito dopo registrò e pubblicò il suo secondo album Through Toledo nel luglio del 2006. L'album è stato scritto durante il divorzio da sua moglie; lui commentò: "È fondamentalmente un album di rottura... Ma la più grande sorpresa fu quando tu riemergi dal tuo piccolo studio oscuro. In questo tour, la gente veniva da me e mi consolava dicendo che anche loro ci erano passati. Ma i miei testi non hanno nulla a che vedere con ciò. Quindi è diventato un circolo vizioso. Mi reputo fortunato di farne parte."
Nella primavera del 2008, Laswell ha partecipato al tour Europeo Hotel Cafe Tour, organizzato da Tom McRae. Ha pubblicato un EP dal titolo How the Day Sounds nel marzo del 2008, che ha preceduto il suo terzo album Three Flights from Alto Nido, pubblicato a luglio. Molte canzoni dall'album, come "Comes and Goes (In Waves)", "How the Day Sounds" (con la partecipazione di Elijah Wood nel video musicale), "Sweet Dream", e "And Then You" sono state colonne sonore in vari telefilm come Grey's Anatomy, True Blood, Castle, 90210, Army Wives e Dollhouse. Il singolo di Greg Laswell "Off I Go" è stato scritto appositamente per il finale di quinta stagione di Grey's Anatomy. Inoltre è stato colonna sonora di una puntata di Parenthood in onda sulla NBC. Greg Laswell ha inoltre inciso una cover di Cyndi Lauper Girls Just Wanna Have Fun che è stata colonna sonora sia in una puntata di Confessions of a Shopaholic all'inizio del 2009; e di My Sister's Keeper, sempre nel 2009. Una cover della versione di Laswell è inoltre presente nella settima puntata della terza stagione di Glee, andata in onda nel 2011.
Ad ottobre del 2009 Laswell ha pubblicato un EP dal titolo covers.
Laswell ha pubblicato il 4 maggio del 2010 un nuovo album intitolato "Take a Bow". Tutte le 12 nuove tracce sono state registrate in uno studio/cabina nei pressi di Flagstaff, in Arizona. "Tra le altre cose la grande differenza di questo album” osserva Greg Laswell parlando del suo ultimo lavoro Take a Bow,."è che qui non sono afflitto.".
Ha partecipato alle tournée di molti artisti, come Matt Costa, Sia, Tim O'Reagan of The Jayhawks e Amy Millan di Stars. Laswell ha prodotto inoltre molti cortometraggi, come Longbranch: A Suburban Parable Archiviato il 22 febbraio 2012 in Internet Archive. nel 2001; Deacon's Mondays Archiviato il 26 febbraio 2012 in Internet Archive. nel 2006; e Interlock nel 2009, creato da Ben Kelly & Dean Higgins forper Hugh Baird College,inserendo come colonna sonora 'Off I Go' durante le scene finali dove Rachel Kelly (Emily) muore tragicamente di AIDS.

## Colonne sonore in film e telefilm
Da Through Toledo
- "Sing, Theresa Says"
  - One Tree Hill, gennaio 2007
  - Cold Case - Delitti irrisolti, ottobre 2007
- "High and Low"
  - Without a Trace, ottobre 2006
  - Smallville, gennaio 2007
- "Come Undone"
  - Veronika Decides to Die trailer, maggio 2009
  - Friday Night Lights settembre 2009

Da Three Flights from Alto Nido
- "Comes and Goes (In Waves)"
  - True Blood, ottobre 2008
  - Grey's Anatomy, ottobre 2008
  - Taking Chance trailer, gennaio 2009
- "How the Day Sounds"
  - Army Wives, luglio 2007
  - 90210, settembre 2008
  - The Final Destination, agosto 2009
- "And Then You"
  - Grey's Anatomy, settembre 2008. Episodi 1&2 Dream a little dream of me.
- "Days Go On"
  - Grey's Anatomy, ottobre 2008
- "Sweet Dreams"
  - Dollhouse, marzo 2009
  - Parenthood, aprile 2011

Da Take A Bow
- "Goodbye"
  - The Hills, maggio 2010
  - Grey's Anatomy, ottobre 2010
- "Take A Bow"
  - Parenthood, settembre 2010
  - Amici di letto, luglio 2011
- "Let It Ride"
  - Life Unexpected, ottobre 2010

### DaEveryone Thinks I Dodged A Bullet
- "Dodged a Bullet"
  - The Blacklist, maggio 2016

Brani senza album
- "What a Day"
  - Danika, dicembre 2006
  - Numb3rs, maggio 2007
  - Canterbury's Law, marzo 2008
  - Grey's Anatomy, aprile 2008
  - CSI: Miami, ottobre 2009
- "Girls Just Wanna Have Fun"
  - The Hills, 2007
  - Damages, 2008
  - I Love Shopping, febbraio 2009
  - La custode di mia sorella, giugno 2009
  - The Carrie Diaries, gennaio 2013
- "Off I Go"
  - Grey's Anatomy, maggio 2009
  - Dr. House - Medical Division
  - NCIS - Unità anticrimine, settembre 2010
  - One Tree Hill, ottobre 2010
  - Parenthood, febbraio 2011
- "Your Ghost"
  - Ghost Whisperer, settembre 2006
  - Grey's Anatomy, ottobre 2009
  - Dollhouse, dicembre 2009
  - Verbotene Liebe, 2010
- "This Woman's Work"
  - Three Rivers, novembre 2009
  - The Vampire Diaries, ottobre 2011
- "In Spite of Me"
  - Grey's Anatomy, novembre 2009

## Premi e nomination

### San Diego Music Awards
| Anno | Lavoro in Nomination | Premio                  | Risultato       |
| ---- | -------------------- | ----------------------- | --------------- |
| 2000 | Shillglen            | Best Alternative Band   | Candidato/a     |
| 2000 | Sometimes I Feel     | Best Alternative Album  | Candidato/a     |
| 2004 | Good Movie           | Best Local Recording    | Vincitore/trice |
| 2006 | Greg Laswell         | Best Alternative Artist | Candidato/a     |
| 2007 | Through Toledo       | Album of the Year       | Candidato/a     |
| 2007 | "Sing, Theresa Says" | Song of the Year        | Vincitore/trice |
| 2008 | Greg Laswell         | Artist of the Year      | Candidato/a     |